# Kurodaia cryptostigmatia
Kurodaia cryptostigmatia är en insektsart som först beskrevs av Christian Ludwig Nitzsch 1861.  Kurodaia cryptostigmatia ingår i släktet Kurodaia och familjen spolätare. Inga underarter finns listade i Catalogue of Life.